# II Premis Barcelona de Cinema
Els II Premis Barcelona de Cinema foren els segons Premis Barcelona de Cinema, predecessors dels Premis Gaudí, atorgats pel Col·legi de Directors de Cinema de Catalunya. L'entrega es va celebrar el 26 de gener de 2004.

## Guardonats
| Categoria                    | Premiat                  | Labor premiada     |
| ---------------------------- | ------------------------ | ------------------ |
| Millor actor                 | Alex Brendemühl          | Les hores del dia  |
| Millor actriu                | Mònica López             | A la ciutat        |
| Millor fotografia            | Josep Maria Civit i Fons | Excuses!           |
| Millor director              | Isabel Coixet            | My Life Without Me |
| Millor pel·lícula            | My Life Without Me       | Pel·lícula         |
| Millor pel·lícula d'animació | El Cid: La leyenda       | José Pozo          |
| Millor pel·lícula documental | Gala                     | Sílvia Munt        |
| Millor director novell       | Jaime Rosales            | Les hores del dia  |
| Millor muntatge              | Ernest Blasi             | Les mans buides    |
| Millor música                | Gato Pérez               | El Gran Gato       |
| Millor guió                  | Cesc Gay Tomàs Aragay    | A la ciutat        |
| Millor curtmetratge          | Postales desde el mar    | Mar Orfila         |